# ننووتسی
ننووتسی (به بلغاری: Nenovtsi) یک منطقهٔ مسکونی در بلغارستان است که در تریاونا واقع شده‌است.